# گربه‌وحشی آفریقایی
گربه‌وحشی آفریقایی (نام علمی: Felis silvestris lybica) نام یک زیرگونه از گونه گربه وحشی است.